# Lucas Albert

a Compétitions nationales et continentales officielles uniquement.

b Matchs officiels uniquement.
Lucas Albert, né le 4 juillet 1998 à Carcassonne, est un joueur de rugby à XIII français évoluant au poste de demi d'ouverture. Après avoir été formé à Carcassonne, il incorpore l'équipe « Academy » des Dragons Catalans et fait ses débuts en Super League en 2015.
Il est sélectionné en équipe de France pour prendre part à la première édition de Coupe du monde de rugby à 9 en 2019.

## Biographie
Lucas Albert est né  à Carcassonne d'une famille treiziste, son père, Jean-François, a notamment entraîné le club de Carcassonne. Il débute au rugby à XIII à l'âge de quatre ans à la MJC de Carcassonne. En minimes avec Carcassonne, il remporte le championnat de France et la Coupe de France en 2012.
Rapidement repéré et gravitant en avance les échelons, les Wolves de Warrington désirent le recruter en 2014, mais la création de l'équipe « Academy » des Dragons Catalans (équipe des moins de dix-neuf ans) créée en 2015 change la donne, et Albert l'intègre. Rapidement, ses qualités sont mises en avant et il est appelé à jouer en Super League avec les Dragons Catalans alors qu'il n'a que dix-sept ans et huit jours, devenant le plus jeune joueur à avoir évolué sous les couleurs des Dragons Catalans. Il y fait ses débuts le 12 juillet 2015 contre les Vikings de Widnes aux côtés de Scott Dureau. Après deux matchs, il signe un contrat de cinq ans qui le lie au club en même temps qu'un autre espoir Fouad Yaha (trois ans de contrat).
Il est retenu dans la liste des vingt-quatre joueurs sélectionnés pour disputer la Coupe du monde 2017.
En 2021, dans le cadre d'une rencontre de préparation des Dragons Catalans, il est sélectionné dans le XIII du Président réunissant les meilleurs éléments du Championnat de France.

## Palmarès
- Collectif
  - Vainqueur de la Coupe d'Europe : 2018 ( France)
  - Vainqueur de la Challenge Cup : 2018[3] (Dragons Catalans).
  - Vainqueur du Championnat de France : 2024 (Carcassonne).
  - Vainqueur du Championship : 2021 (Toulouse).
  - Vainqueur de la Coupe de France : 2018 (Saint-Estève XIII catalan).
  - Finaliste du Championnat de France : 2025 (Carcassonne).

- Individuel : 
  - Meilleur joueur du Championnat de France : 2024 (Carcassonne).

### Détails en sélection
| Matchs internationaux de Lucas Albert sous l'équipe de France         | Matchs internationaux de Lucas Albert sous l'équipe de France | Matchs internationaux de Lucas Albert sous l'équipe de France | Matchs internationaux de Lucas Albert sous l'équipe de France | Matchs internationaux de Lucas Albert sous l'équipe de France | Matchs internationaux de Lucas Albert sous l'équipe de France | Matchs internationaux de Lucas Albert sous l'équipe de France | Matchs internationaux de Lucas Albert sous l'équipe de France | Matchs internationaux de Lucas Albert sous l'équipe de France | Matchs internationaux de Lucas Albert sous l'équipe de France | Matchs internationaux de Lucas Albert sous l'équipe de France | Matchs internationaux de Lucas Albert sous l'équipe de France |
|                                                                       | Date                                                          | Adversaire                                                    | Résultat                                                      | Compétition                                                   | Poste                                                         | Points                                                        | Essais                                                        | Trans.                                                        | Drops                                                         |                                                               |                                                               |
| --------------------------------------------------------------------- | ------------------------------------------------------------- | ------------------------------------------------------------- | ------------------------------------------------------------- | ------------------------------------------------------------- | ------------------------------------------------------------- | ------------------------------------------------------------- | ------------------------------------------------------------- | ------------------------------------------------------------- | ------------------------------------------------------------- | ------------------------------------------------------------- | ------------------------------------------------------------- |
| 1.                                                                    | 29 octobre 2017                                               | Liban                                                         | 18-29                                                         | Coupe du monde                                                | Remplaçant                                                    | -                                                             | -                                                             | -                                                             | -                                                             |                                                               |                                                               |
| 2.                                                                    | 12 novembre 2017                                              | Angleterre                                                    | 6-36                                                          | Coupe du monde                                                | Demi de mêlée                                                 | 2                                                             | -                                                             | 1                                                             | -                                                             |                                                               |                                                               |
| 3.                                                                    | 27 octobre 2018                                               | pays de Galles                                                | 54-18                                                         | Coupe d'Europe                                                | Demi d'ouverture                                              | 4                                                             | -                                                             | 2                                                             | -                                                             |                                                               |                                                               |
| 4.                                                                    | 3 novembre 2018                                               | Irlande                                                       | 24-10                                                         | Coupe d'Europe                                                | Demi de mêlée                                                 | -                                                             | -                                                             | -                                                             | -                                                             |                                                               |                                                               |
| 5.                                                                    | 10 novembre 2018                                              | Écosse                                                        | 28-10                                                         | Coupe d'Europe                                                | Remplaçant                                                    | -                                                             | -                                                             | -                                                             | -                                                             |                                                               |                                                               |
| 6.                                                                    | 22 octobre 2024                                               | Ukraine                                                       | 74-8                                                          | Qualif. CM                                                    | Demi d'ouverture                                              | 12                                                            | -                                                             | 6                                                             | -                                                             |                                                               |                                                               |
| Matchs internationaux de Lucas Albert sous l'équipe de France de neuf |                                                               |                                                               |                                                               |                                                               |                                                               |                                                               |                                                               |                                                               |                                                               |                                                               |                                                               |
| 1.                                                                    | 18 octobre 2019                                               | Liban                                                         | 8-12                                                          | Coupe du monde                                                | Arrière                                                       | -                                                             | -                                                             | -                                                             | -                                                             |                                                               |                                                               |
| 2.                                                                    | 19 octobre 2019                                               | Pays de Galles                                                | 23-6                                                          | Coupe du monde                                                | Arrière                                                       | -                                                             | -                                                             | -                                                             | -                                                             |                                                               |                                                               |
| 3.                                                                    | 19 octobre 2019                                               | Angleterre                                                    | 4-38                                                          | Coupe du monde                                                | Arrière                                                       | -                                                             | -                                                             | -                                                             | -                                                             |                                                               |                                                               |

### Détails en club
| Saison    | Club                      | Compétition           | Matchs | Points | Essais | Buts | Drop |
| --------- | ------------------------- | --------------------- | ------ | ------ | ------ | ---- | ---- |
| 2015      | Dragons Catalans          | Super League          | 2      | -      | -      | -    | -    |
| 2016      | Dragons Catalans          | Super League          | 10     | 16     | 3      | 2    | 0    |
| 2017      | Dragons Catalans          | Super League          | 8      | 4      | 1      | 0    | 0    |
| 2017      | Saint-Estève XIII Catalan | Championnat de France | 1      | 1      | -      | -    | 1    |
| 2018      | Dragons Catalans          | Super League          | 13     | 46     | 1      | 21   | 0    |
| 2018      | Dragons Catalans          | Challenge Cup         | 1      | 14     | 1      | 5    | 0    |
| 2018      | Saint-Estève XIII Catalan | Championnat de France | 5      | 56     | 3      | 22   | -    |
| 2019      | Dragons Catalans          | Super League          | 14     | 8      | 2      | 0    | 0    |
| 2019      | Dragons Catalans          | Challenge Cup         | 1      | -      | -      | -    | -    |
| 2019      | Saint-Estève XIII Catalan | Championnat de France | 5      | 56     | 3      | 22   | -    |
| 2020      | Dragons Catalans          | Super League          | 1      | -      | -      | -    | -    |
| 2020      | Dragons Catalans          | Challenge Cup         | 1      | -      | -      | -    | -    |
| 2020      | Saint-Estève XIII Catalan | Championnat de France | 2      | 15     | 1      | 5    | 1    |
| 2020-2021 | Carcassonne               | Championnat de France | 12     | 14     | 3      | 1    | -    |
| 2021      | Toulouse                  | Championship          | 1      | -      | -      | -    | -    |
| 2022      | Toulouse                  | Super League          | 21     | 4      | 1      | -    | -    |